# Michelle Shocked
Michelle Shocked (de son vrai nom Karen Michelle Johnston, née le 24 février 1962 à Dallas) est une chanteuse américaine de musique folk, blues country et rock. Cette interprète et compositrice militante a mené une vie itinérante aux États-Unis et en Europe tout au long des années 1980. Son premier album The Texas Campfire Tapes en 1986 se vend à 20000 exemplaires au Royaume-Uni, mais c'est le second, Short Sharp Shocked en 1988, qui lui apporte un succès international. Les deux titres les plus connus tirés de cet album sont When I grow up et Anchorage.
Le 17 mars 2013, après avoir tenu de violents propos homophobes [réf. nécessaire] elle se fait expulser du Yoshi, une boite de nuit de San Francisco dans laquelle elle donnait un concert. De nombreux spectateurs ayant quitté la salle, la direction du club a choisi de mettre rapidement fin au spectacle. À la suite de ses propos 10 des 11 dates de sa tournée ont été annulées. Elle a depuis tenté, en vain, de s'excuser arguant que ses commentaires avaient été mal interprétés.

## Discographie
- 1986 : The Texas Campfire Tapes
- 1988 : Short Sharp Shocked
- 1989 : Captain Swing
- 1990 : Live
- 1992 : Arkansas Traveler - Avec Tony Levin
- 1994 : Kind Hearted Woman
- 1996 : Artists Make Lousy Slaves - Avec Fiachna O'Braonain
- 1998 : Good News
- 2001 : Deep Natural
- 2001 : Dub Natural
- 2005 : Don't Ask Don't Tell
- 2005 : Mexican Standoff
- 2005 : Got No Strings
- 2007 : ToHeavenURide
- 2009 : Soul of My Soul

## Sources
1. ↑  Michelle Shocked : Charts in France